# پرچ
پُرِچ (به کرواتی: Poreč) شهری در ایالت ایستریا در کشور Croatia است که جمعیت آن در سال ۲۰۱۱ میلادی ۱۸٬۰۳۲ نفر بوده‌است.